# Randlett (Oklahoma)
Randlett város az Amerikai Egyesült Államok Oklahoma államában, Cotton megyében. Lakosainak száma 289 fő (2020. április 1.).

## Népesség
A település népességének változása:

| 2010 | 438 |
| 2020 | 289 |